# Четвертий стиль давньоримських фресок

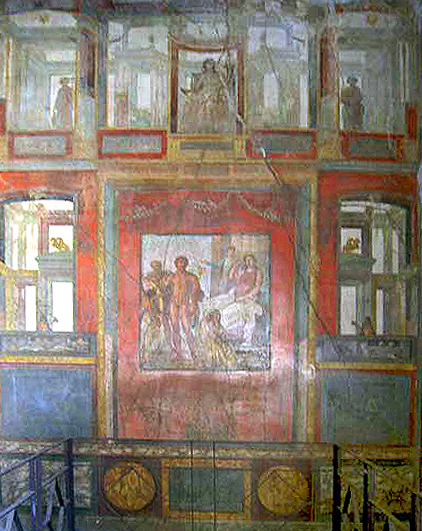
Фреска Будинку Веттіїв, Помпеї.

Четвертий стиль давньоримських фресок — стилістика декору стін давньоримських споруд другої половини 1-го століття н. е. — умовно до виверження вулкана Везувій.

## Особливості стилю
Помпеї постраждали від чергового землетрусу 62 року н. е. Розпочався етап відновлення поруйнованих споруд і пошкодженого декору осель багатіїв. Четвертий стиль давньоримських фресок — особливість будинків нових багатіїв в Помпеях, мало пов'язаних і з попередньою культурою, і з попередніми традиціями. Ситуація нагадувала метушню нових багатіїв дикого капіталізму 19 століття і їх будівельну лихоманку. Бажання продемонструвати власну заможність при дефіциті освіти і культурних традицій спонукали звертатися до вже вироблених схем.
Четвертий стиль давньоримських фресок — дещо еклектичний, тяжів до пишноти, до значних, показових розкошів, створених досить дешевими засобами. Важливими ознаками стилю стають театральність, ефектність за всяку ціну і використання шаблонів. Моду на новий стиль задали стінописи Золотого будинку імператора Нерона. Але ознаки нового стилю з'явились раніше, про що свідчать фрески в деяких будинках Помпей.

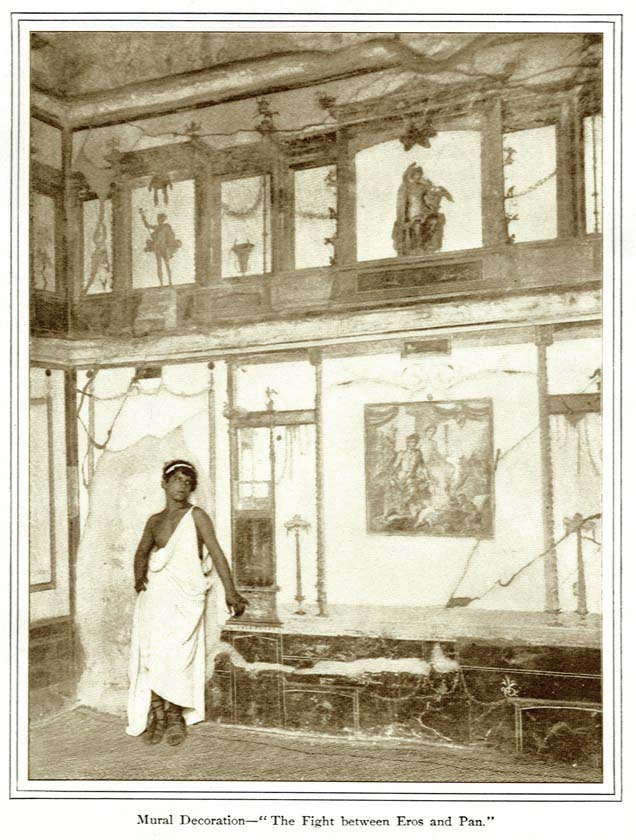
Фото 1898 р. нововідкритих фресок будинку Веттіїв.

Стінописи знову імітують рустовану кладку понизу фресок, на середньому регістрі стін — як панелі з картинами в рамах, так і перспективні «прориви» вглиб та архітектурними мотивами. Малокультурні, невибагливі смаки нових багатих замовників обумовили залучення до створення декору малообдарованих, часто посередніх майстрів. Серед сюжетів — еротичні і сексуальні сцени (фреска з божком Пріапом, фреска з пестощами Амура і Психеї в будинку Веттіїв). Декоративні стінописи водночас пишні, показово розкішні і створені за шаблоном. Саме такими були стінописи відкритого в 1898 році Будинку Веттіїв, що належав двом збагатившимся вільновідпущеникам.

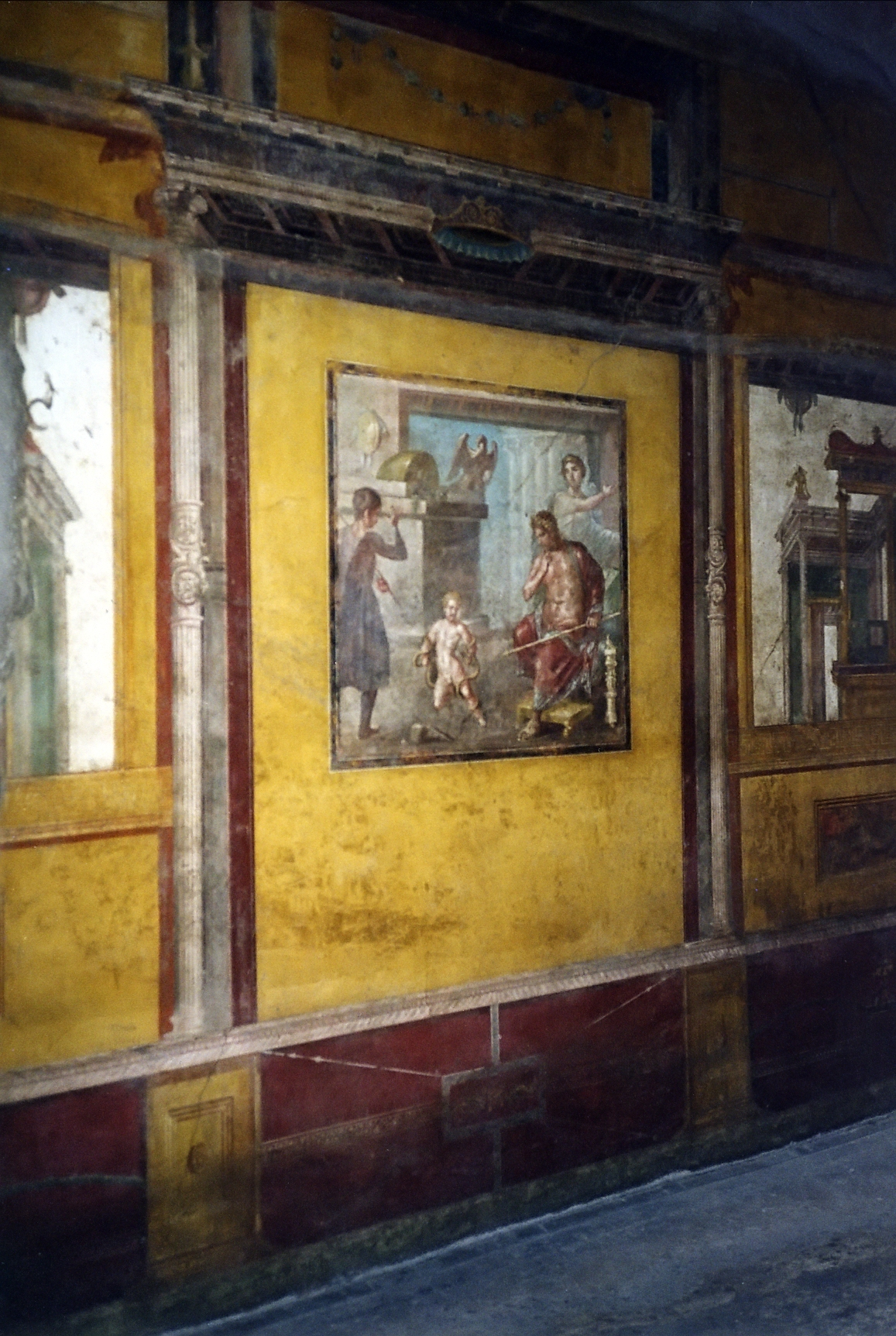
Син Зевса Геракл малим задушив змій, насланих ревнивою Герою. Фреска Будинку Веттіїв.

Стінописи Будинку Веттіїв зберегли фрески різних періодів як до, так і після землетрусу 62 року. Зацікавлення глядачів викликали стінописи одної їдальні з зображенням амурів. Стіни декоровані теракотово-червоними панелями, прикрашеними тонкими колонками, канделябрами, тонкими рослинами жовтого кольору, що справляють враження золотих ювелірних виробів на червоному оксамиті. Поверх цоколя тягнеться довга чорна стрічка з амурами. В алегоричній формі представлені різні ремесла, якими нібито займаються крилаті дітлахи-персонажі : плетуть гірлянди, давлять сусло з винограду, працюють в ювелірній і парфюмерній майстернях, кують залізо, важать золото, торгують власними виробами тощо.
Після землетрусу 62 року стіни вітальні і ще одної зали з жовтими стінами прикрасили стінописами. В вітальні — це міфологічні сцени в прямокутниках на яскраво-червоному тлі — «Іксіон, прикутий до вогняного колеса», «Дедал і Пасіфая».
Зала з жовтими стінами постраждала найменше і зберегла всі стінописи в єдиному ансамблі. Художник майстерно грав з уявою глядача, створюючи справжню картинну галерею в жовтій кімнаті. Міфологічні сцени він подав в прямокутних вікнах-отворах, через які можна розглядати багаті архітектурні споруди з колонами і скульптурами. Стіни-проміжки між відкритими вікнами віддані «картинам» в прямокутних рамах, серед яких «Син Зевса Геракл малим задушив змій, насланих ревнивою Герою», «Смерть Пентелея», «Покарання Дірки». Подібні сюжети знайомі дослідникам з прикладів елліністичного живопису. Стінописи жовтої кімнати створили посередні місцеві майстри.